# Haumaniastrum minor
Haumaniastrum minor là một loài thực vật có hoa trong họ Hoa môi. Loài này được (Briq.) A.J.Paton mô tả khoa học đầu tiên năm 1997.